# Talenti
Talenti — американский бренд джелато и сорбета производства компании Unilever. Назван в честь Бернардо Буонталенти, которому приписывают изобретение мороженого.

## История
Бренд Talenti начал свою деятельность в 2003 году как джелатерия в Далласе, штат Техас. Основатель Джош Хохшулер основал свой рецепт на традиционном аргентинском методе приготовления мороженого. Джелатерия была закрыта к 2005 году, и бренд Hochschuler переориентировал бизнес на производителя мороженого для продажи в ресторанах, отелях и, в конечном итоге, в продуктовых магазинах.
Международный пищевой конгломерат Unilever приобрёл бренд в 2014 году. В 2017 году производство было перенесено из Мариетты, штат Джорджия, на центральное предприятие Unilever по производству мороженого в Сайкстоне, штат Миссури.
19 марта 2024 года компания Unilever объявила, что избавится от своих брендов мороженого и сократит 7500 рабочих мест. В список вошли бренды Ben & Jerry’s, Cornetto, Magnum, Talenti и Wall’s. Ожидается, что продажа активов завершится к концу 2025 года.